# Liste der Kulturgüter in Zürich/Kreis 5
Die Liste der Kulturgüter in Zürich/Kreis 5 enthält alle Objekte im Kreis 5 der Stadt Zürich, die gemäss der Haager Konvention zum Schutz von Kulturgut bei bewaffneten Konflikten, dem Bundesgesetz vom 20. Juni 2014 über den Schutz der Kulturgüter bei bewaffneten Konflikten sowie der Verordnung vom 29. Oktober 2014 über den Schutz der Kulturgüter bei bewaffneten Konflikten unter Schutz stehen.
Objekte der Kategorien A und B sind vollständig in der Liste enthalten, Objekte der Kategorie C fehlen zurzeit (Stand: 1. Januar 2022). Unter übrige Baudenkmäler sind weitere geschützte Objekte zu finden, die im Verzeichnis der Objekte von überkommunaler Bedeutung der kantonalen Denkmalpflege zu finden und nicht bereits in der Liste der Kulturgüter enthalten sind.

## Kulturgüter
| Foto | | Objekt                                                                             | Kat. | Typ | Standort                                | Beschreibung |
| ---- | --- | ---------------------------------------------------------------------------------- | ---- | --- | --------------------------------------- | ------------ |
| ja   | Datei hochladen · Wikidata zu Zürcher Hochschule der Künste (Q222450)                                                         | Hochschule für Gestaltung und Kunst KGS-Nr.: 7857                                  | A    | G   | Ausstellungsstrasse 60 682849 / 248592  |              |
| ja   | Datei hochladen · Wikidata zu Museum für Gestaltung (Q668213)                                                                 | Museum für Gestaltung KGS-Nr.: 8483                                                | A    | S   | Ausstellungsstrasse 60 682863 / 248604  |              |
| ja   | Datei hochladen · Wikidata zu Migros-Genossenschafts-Bund, Dokumentation+Information und Audiovisuelles Archiv (Q27490253)    | Migros-Genossenschafts-Bund, Abteilung Dokumentation Bild Text Ton KGS-Nr.: 8806   | A    | S   | Limmatstrasse 152 682505 / 248864       |              |
| ja   | Datei hochladen · Wikidata zu Ehemalige Fabrikanlage Escher-Wyss (Schiffbauhalle Nr. 4, 6 / Hochkamin, bei Nr. 8) (Q29574326) | Ehemalige Fabrikanlage Escher-Wyss (u. a. Schiffbauhalle, Hochkamin) KGS-Nr.: 9291 | A    | G   | Schiffbaustrasse 4–8 681591 / 249214    |              |
| ja   | Datei hochladen · Wikidata zu Migros Museum für Gegenwartskunst (Q1380528)                                                    | Migros Museum für Gegenwartskunst KGS-Nr.: 9382                                    | A    | S   | Limmatstrasse 270 682045 / 249279       |              |
| ja   | Datei hochladen · Wikidata zu Ehemalige Esslingersche Manufaktur (1812) (Q29933553)                                           | Ehemalige Esslingersche Manufaktur KGS-Nr.: 7916                                   | B    | G   | Sihlquai 332 682007 / 249450            |              |
| ja   | Datei hochladen · Wikidata zu Hardturm (Q1585183)                                                                             | Hardturm KGS-Nr.: 7933                                                             | B    | G   | Hardturmstrasse 128 681164 / 249801     |              |
| ja   | Datei hochladen · Wikidata zu St. Josef (Zürich-Industriequartier) (Q14537645)                                                | Katholische Kirche St. Josef KGS-Nr.: 7959                                         | B    | G   | Heinrichstrasse 132 682239 / 249006     |              |
| ja   | Datei hochladen · Wikidata zu Katholisches Pfarrhaus St. Josef (1904) (Q29933619)                                             | Katholisches Pfarrhaus St. Josef KGS-Nr.: 7961                                     | B    | G   | Röntgenstrasse 80 682201 / 249010       |              |
| ja   | Datei hochladen · Wikidata zu Johanneskirche (Zürich-Industriequartier) (Q18602074)                                           | Reformierte Johanneskirche KGS-Nr.: 7986                                           | B    | G   | Limmatstrasse 112 682670 / 248685       |              |
| ja   | Datei hochladen · Wikidata zu Aussersihler Viadukt (Q780315)                                                                  | Aussersihler Viadukt KGS-Nr.: 7993                                                 | B    | G   | Viaduktstrasse 681831 / 248953          |              |
| ja   | Datei hochladen · Wikidata zu Wohnkolonie Bernoullihäuser (1924) (Q29933693)                                                  | Wohnkolonie Bernoullihäuser KGS-Nr.: 8037                                          | B    | G   | Hardturmstrasse 200–394 680751 / 249800 |              |
| ja   | Datei hochladen · Wikidata zu Limmatschulhaus (Q29933627)                                                                     | Limmatschulhaus KGS-Nr.: 9023                                                      | B    | G   | Limmatstrasse 84–90 682736 / 248607     |              |

## Übrige Baudenkmäler
| ID     | Foto |                                                     | Objekt                                                          | Kat. | Typ | Standort                                                                        | Beschreibung |
| ------ | ---- | --------------------------------------------------- | --------------------------------------------------------------- | ---- | --- | ------------------------------------------------------------------------------- | ------------ |
| AU1978 | ja   | Datei hochladen                                     | Mehrfamilienwohnhaus                                            | C    | G   | Sihlquai 65 682988 / 248507                                                     |              |
| AU2068 | ja   | Datei hochladen                                     | Gebäude                                                         | C    | G   | Josefstrasse 8 682742 / 248346                                                  |              |
| AU2311 | ja   | Datei hochladen                                     | Aktienbauverein Siedlung Fierzgasse                             | C    | G   | Heinrichstrasse 48 682533 / 248654                                              |              |
| AU2403 | ja   | Datei hochladen                                     | Ehemaliges Lagergebäude der Sanitärfirma Munzinger & Co. (1906) | C    | G   | Ausstellungsstrasse 80 682758 / 248667                                          |              |
| AU2449 | ja   | Datei hochladen                                     | Gebäude                                                         | C    | G   | Limmatstrasse 199 682288 / 249011                                               |              |
| AU2450 | ja   | Datei hochladen                                     | Gebäude                                                         | C    | G   | Limmatstrasse 197 682295 / 249001                                               |              |
| AU2554 | ja   | Datei hochladen                                     | Wohnsiedlung Industrie II (Roter Block)                         | C    | G   | Albertstrasse 1–5 / Röntgenstrasse 59–63 / Josefstrasse 170–172 682146 / 248885 |              |
| AU3216 | ja   | Datei hochladen                                     | Ehemalige Westindische Bananen-Centrale                         | C    | G   | Ausstellungsstrasse 100 682672 / 248758                                         |              |
| AU3754 | ja   | Datei hochladen                                     | Gebäude                                                         | C    | G   | Limmatplatz 7 / Kornhausbrücke 1 682539 / 248820                                |              |
| AU4051 | ja   | Datei hochladen                                     | Gebäude                                                         | C    | G   | Kornhausbrücke 2 682574 / 248848                                                |              |
| AU4051 | ja   | Datei hochladen · Wikidata zu Limmathaus (Q1825505) | Limmathaus                                                      | C    | G   | Limmatstrasse 118 682606 / 248720                                               |              |
| AU6090 | ja   | Datei hochladen                                     | Tramdepot Hard                                                  | C    | G   | Hardturmstrasse 8–20 681745 / 249522                                            |              |
| AU6405 | ja   | Datei hochladen                                     | Gebäude                                                         | C    | G   | Sihlquai 151 682602 / 248882                                                    |              |
| AU6622 | ja   | Datei hochladen                                     | Maag-Areal (Werkstatt und Speditionsgebäude)                    | C    | G   | Zahnradstrasse 23 681414 / 248966                                               |              |
| AU6802 | ja   | Datei hochladen                                     | Ehemalige Maschinenfabrik Escher-Wyss                           | C    | G   | Hardstrasse 301–319 681626 / 249381                                             |              |
| AU6932 | ja   | Datei hochladen                                     | Reihenhäuser                                                    | C    | G   | Förrlibuckstrasse 193–213 680799 / 249581                                       |              |
| AU6958 | ja   | Datei hochladen                                     | Brauerei Löwenbräu                                              | C    | G   | Limmatstrasse 264–270 682084 / 249271                                           |              |

Legende: Im Wesentlichen siehe Legende der Liste der Kulturgüter von nationaler und regionaler Bedeutung, mit folgenden Ausnahmen:
- Anstelle der KGS-Nummer wird als Objekt-Identifikator (ID) die Inventarnummer im Verzeichnis der Objekte von überkommunaler Bedeutung des kantonalen Denkmalschutzamtes verwendet.
- Bei den Kategorien wird wie folgt unterschieden: B kant. = Objekt von kantonaler Bedeutung (Kanton Zürich); B reg. = Objekt von regionaler Bedeutung (Kanton Zürich).